# Дузбай
Дузба́й (каз. Жүзбай) — село у складі Аулієкольського району Костанайської області Казахстану. Входить до складу Чернігівського сільського округу.
Населення — 56 осіб (2021; 131 у 2009, 166 у 1999, 291 у 1989).